# リーコ・イオアネ
リーコ・イオアネ（Rieko Ioane、1997年3月18日 - ）は、ニュージーランドのラグビーユニオン選手であり、スーパーラグビーのブルーズと、NPCのオークランドに所属している。北半球2025-26シーズンには、サバティカルでアイルランドのレンスターで活動する。

## プロフィール
- マオリ・オールブラックスに選ばれたことがある[3]。
- ワールドカップ2019・2023のニュージーランド代表に選ばれた[4][5]。
- 父（エディー・イオアネ、Eddie Ioane）と 母（サンドラ・ウィホンギ、Sandra Wihongi ）は、どちらも元サモア代表のロック[6]。
- 兄のアキラ[7]、従兄弟のヴィンス・アソも、ラグビー選手[8]。
- 名前の「リーコ」は、父が現役時代所属したリコーとその監督であった水谷真の娘 （レイコ、Reiko）[9]の両方にちなんで名付けられた[10]。

## 略歴
ニュージーランドのオークランド生まれ。当時、父親が日本のリコーブラックラムズに加入していたため、幼少期までは家族で日本に住んだ。
2015年、17歳の時に、ウェリントン・セブンズ大会でセブンズデビューを果たす。翌年、2016年リオデジャネイロオリンピックにニュージーランド代表で出場した。
2015年にNPCのオークランド、2016年にスーパーラグビーのブルーズと契約。
2016年11月12日、ニュージーランド代表として遠征先のイタリア戦で、控えから出場しトライも決め、初キャップを得た。
北半球2025-26シーズン限りのサバティカルで、アイルランドのレンスターに加入することを、2025年4月16日に発表した。

## 受賞歴
- ワールドラグビー最優秀新人賞：2017年[16]